# المجلس التنفيذي (جنوب إفريقيا)
في جنوب إفريقيا، المجلس التنفيذي لإحدى المقاطعات هو مجلس وزراء حكومة المقاطعة. يتألف المجلس التنفيذي من رئيس المجلس ومن خمسة إلى عشرة أعضاء آخرين، يكون لهم لقب «عضو في المجلس التنفيذي»، ويُختصر عادة إلى "MEC".
يتم تعيين أعضاء المجلس التنفيذي من قبل رئيس المجلس من بين أعضاء الهيئة التشريعية الإقليمية؛ يمكنه أيضاً فصلهم. ويجوز للهيئة التشريعية بالمقاطعة إجبار رئيس المجلس على إعادة تشكيل المجلس بتمرير اقتراح بسحب الثقة من المجلس التنفيذي باستثناء رئيس المجلس؛ إذا اجتاز المجلس التشريعي اقتراحاً بعدم الثقة في المجلس التنفيذي بما في ذلك رئيس المجلس، فيجب على رئيس المجلس وأعضاء المجلس التنفيذي الاستقالة.
يحدد رئيس المجلس صلاحيات ووظائف أعضاء المجلس التنفيذي؛ تقليدياً يتم تعيين محافظ في مجالات محددة من المسؤولية. فهم مسؤولون أمام الهيئة التشريعية الإقليمية، سواء بشكل فردي أو جماعي، ويجب عليهم تقديم تقارير منتظمة إلى الهيئة التشريعية حول أداء مسؤولياتهم.
اختارت كيب الغربية، المقاطعة الوحيدة التي اعتمدت دستورها الخاص، أن تسمي مجلسها التنفيذي «مجلس الوزراء بالمقاطعة»، وأعضاء المجلس التنفيذي ب«وزراء المقاطعة».